# Alouatta macconnelli
La scimmia urlatrice guianese (Alouatta macconnelli Elliot, 1910) è un primate platirrino della famiglia degli Atelidi.
Vive in Guyana, Trinidad, Guiana francese e Brasile centro-settentrionale.
È piuttosto simile alla scimmia urlatrice rossa (Alouatta seniculus), di cui veniva considerata una sottospecie (A. seniculus macconnelli).
Alcuni autori ritengono che la Simia straminea classificata da Humboldt nel 1812 altro non fosse che questo animale: secondo altri, invece, il naturalista classificò S. straminea esaminando degli esemplari di Alouatta caraya.